# Калдаруша (Бузау)
Калдаруша (рум. Căldărușa) насеље је у Румунији у округу Бузау у општини Чернатешти. Oпштина се налази на надморској висини од 173 m.

## Становништво
Према подацима из 2002. године у насељу је живело 100 становника, од којих су сви румунске националности.